# ジル (単位)
ジル(gill)は、ヤード・ポンド法における体積の単位である。日本語では綴り字からギルとも書かれる。ジルは液量の計量にのみ用いられる。1ジルは4分の1パイント、4液量オンスと定義されるが、他の体積の単位と同様、アメリカとイギリス（英連邦諸国を含む）で値が異なる。
アメリカでは、1ジルは約118.5ミリリットルとなる。アメリカの計量カップは元々2分の1パイントであったことから、1ジルは2分の1カップと関連づけられる。現在では計量カップはメートル法に基づいて240ミリリットルとなっているので、1ジルは120ミリリットルとなっている。
イギリスおよび英連邦では、1ジルは142ミリリットルとなるが、現在はあまり使用されていない。ただし、現在でもパブにおける酒類の販売は6分の1ジルまたは5分の1ジル単位で行われている（実際にはメートル法で 25 mL、 35 mL と表示されている）。また、パブでビールを注文するときは、ジルは2分の1パイント（4分の1パイントではない）の意味で使用される。